# Trey Gunn
Pour les articles homonymes, voir Trey et Gunn.
Trey Gunn, né le 13 décembre 1960, est un musicien américain, il est un membre de King Crimson et des ProjeKcts de 1994 à 2003. Il est connu pour son talent sur le Chapman Stick ainsi que sur la Warr Guitar. 

## Biographie
Natif du Texas, il réside désormais à Seattle, Washington. Trey Gunn commence sa carrière musicale dès l'âge de sept ans en jouant du piano classique. Son intérêt pour la musique grandit à chaque instrument dont il apprend à jouer (basse, guitares acoustique et électrique, claviers). Plus tard, il emménage à Eugene dans l'Oregon et joue avec différents groupes punks tout en poursuivant des cours en vue de l'obtention d'un diplôme en composition de musique classique à l'Université de l'Oregon. Puis il se rend à New-York pour y poursuivre sa carrière musicale. 
Il est pendant quelque temps un étudiant des Guitar Craft avec Robert Fripp et joue sur avec ce dernier sur certains enregistrements de The League of Crafty Guitarists. De 1988 à 1991, il accompagne en tournée Toyah Wilcox, épouse de Robert Fripp avec ce dernier ainsi que Paul Beavis. Il y joue du Chapman Stick. Il apparaît sur l'album de 1991 Kneeling at the Shrine de Sunday all over the world puis il joue du Stick sur l'album solo de Toyah Wilcox Ophelia's Shadow. Elle-même est apparue sur l'album solo de Trey Gunn, The third star en 1996. 
En 1992, il accompagne David Sylvian et Robert Fripp dans un projet de collaboration pour une tournée au Japon, en Europe et en Amérique. On le retrouve ainsi sur les albums The First Day en 1993 puis Damage: Live, un album enregistré en 1993 au Royal Albert Hall et sorti en 1994. Puis il devient un membre de King Crimson en 1994, jouant du Chapman Stick ainsi que de la Warr Guitar. Il est de la formation du double trio avec d'un côté Robert Fripp à la guitare, Bill Bruford à la batterie, Trey Gunn à la Warr Guitar et au Chapman Stick, de l'autre Adrian Belew au chant et à la guitare, Tony Levin à la basse et au Stick, Pat Mastelotto à la batterie. Puis le groupe se fragmente en plus petites cellules ou configurations appelées ProjeKcts. Gunn est le seul avec Fripp à participer à tous les enregistrements de ces formations. En 1999, King Crimson revient à une formation à quatre musiciens, Fripp, Belew, Gunn et Mastelotto et produit l'album The construKction of light en 2000. En 2003, après la parution et la tournée de l'album The Power to Believe, Trey quitte King Crimson. 
En 2012, il participe au groupe The Security Project en hommage à Peter Gabriel, avec l'ancien batteur de Gabriel Jerry Marotta, le guitariste Michael Cozzi ex-Shriekback, David Jameson aux claviers et au Eigenharp ainsi que Happy Rhodes au chant. Quatre albums sont parus jusqu'à maintenant, 2 en 2016 et les 2 autres en 2017, Trey a joué sur chacun d'entre eux.

## Discographie

### Albums Solos
- Food for thought - And other vicious circle (1983)
- Playing With Borrowed Time (1985)
- Raw Power (1989)
- One Thousand Years (1993)
- The Third Star (1996)
- Raw Power : Surfacings, Vol. 1 (1999)
- The Joy of Molybdenum (2000)
- Live Encounter (2001)
- Road Journals (CD-ROM) (2002)
- Untune The Sky (CD/DVD) (2003)
- Music for Pictures (2008)
- The Waters They Are Rising (2015)

### Compilations
- Untune The Sky (2003)
- I'll Tell What I Saw (2010) Album Double

### Avec The League of Crafty Guitarists
- Robert Fripp and The League Of Crafty Guitarists – Live! (1986)
- Get Crafty 1 (1988) - Cassette Édition Limitée
- Robert Fripp & The League Of Crafty Guitarists – Show Of Hands (1991)

### Avec King Crimson (discographie non exhaustive)
- VROOOM (1994)
- THRAK (1995)
- THRaKaTTaK (1996)
- Deja VROOOM (DVD) (1999)
- The ProjeKcts (4CD Box Set)  (1999)
- the construKction of light (2000)
- Vrooom Vrooom (2001, double CD: extraits des concerts de Mexico et New York en 1995 et 1996)
- Level Five (2002)
- The Power to Believe (2003)
- Eyes Wide Open (DVD) (2003)

### Avec Security Project
- The Security Project Live 1 (2016)
- The Security Project Live 2 (2016)
- Five - (2017)
- Contact - (2017)

### Autres participations
- The Magic If with Trey Gunn (1986)
- The Lady Or The Tiger Toyah & Fripp (1986)
- Ophelia's Shadow - Toyah (1991) - Trey Gunn claviers et Stick, Robert Fripp guitare sur 2 chansons, arrangements et mixing.
- Kneeling at the Shrine - Sunday All Over the World (1991)
- The First Day - David Sylvian / Robert Fripp  (1993)
- Darshan (The Road To Graceland) - David Sylvian / Robert Fripp  (1993)
- Damage: Live - David Sylvian / Robert Fripp  (1994)
- Dream - U. Srinivas & Michael Brook (1994)
- Charade - Alice (1995)
- Cortlandt - Sean Malone (1996)
- Zooma - John Paul Jones (1999)
- The Repercussions of Angelic Behavior - Bill Rieflin / Robert Fripp/Trey Gunn (1999)
- Thunderbird Suite - Rhythm Buddies, Trey Gunn, Pat Mastelotto, TU (Trey Gunn & Pat Mastelotto) (2002)
- TU  - TU (2005)
- 8 Armed Monkey  - KTU (2005)
- Elysium for the Brave  -Azam Ali (2006)
- V Is for Vagina - Puscifer (2007)
- The Arrow (CD/DVD) - Quodia (2007)
- Escape Plan - Stretching Madness (2007)
- Squeeze Me Ahead of Line - The Season Standard (2008)
- Quiver - KTU (2009)
- Down in shadows Avec N.y.X. (2009)
- Cocoon Avec Inna Zhelannaya (2010)
- Modulator - Trey Gunn & Marco Minnemann (2010)
- Grace for drowning Avec Steven Wilson (2011)
- Invisible rays Avec Henry Kaiser and Morgan Ågren (2011)
- 2014 Music From An Expanded Universe Avec Leon Alvarado/Jerry Marotta (2014)
- Persistence Avec Leon Alvarado (2015)